# Big Baldy Mountain
Big Baldy Mountain är ett berg i Kanada.   Det ligger i provinsen British Columbia, i den sydvästra delen av landet, 3 700 km väster om huvudstaden Ottawa. Toppen på Big Baldy Mountain är 1 618 meter över havet.
Terrängen runt Big Baldy Mountain är bergig åt sydost, men åt nordväst är den kuperad.Runt Big Baldy Mountain är det mycket glesbefolkat, med 2 invånare per kvadratkilometer..
I omgivningarna runt Big Baldy Mountain växer i huvudsak barrskog.